# Torres de Hércules
Torres de Hércules – najwyższy wieżowiec w Los Barrios w prowincji Kadyks. Zaprojektował go Rafael de La-Hoz Castanys. Budowę zakończono w roku 2009.
Wieża ma 100 metrów wysokości, 20 pięter i 19 600 m² powierzchni; na dachu znajduje się 26-metrowa antena.